# Ian Standish Monteith Hamilton
Pour les articles homonymes, voir Ian Hamilton, Monteith et Hamilton.
Ian Standish Monteith Hamilton (né le 16 janvier 1853 – décédé le 12 octobre 1947) est un militaire britannique qui participe aux guerres en Afghanistan et contre les Boers. Il est attaché militaire lors de la guerre russo-japonaise. Lors de la Première Guerre mondiale, il dirige les troupes britanniques lors de l'expédition des Dardanelles, jugé responsable de l'échec de l'opération, il est démis de ses fonctions et rapatrié au Royaume-Uni en octobre 1915. Après la guerre, il occupe des fonctions dans des associations d'anciens combattants et dans une association prônant un rapprochement entre l'Angleterre et l'Allemagne entre les deux guerres.

## Biographie
Hamilton est un proche du parti Libéral, il parle couramment anglais, français, allemand et hindi. Il est considéré comme charmant, courtois et gentil, d'apparence chétive mais plein d'énergie. Au cours de sa carrière militaire, il est proposé par deux fois pour la Victoria Cross sans recevoir cette distinction : la première fois, il est jugé trop jeune et la seconde fois trop vieux. Hamilton a été blessé lors de la première Guerre des Boers à la Bataille de Majuba au poignet gauche entrainant la perte de l'usage de sa main. Sa jambe gauche est plus courte que sa jambe droite du fait d'une sévère blessure après une chute de cheval.
Le père de Hamilton est le colonel Christian Monteith Hamilton, ancien chef de corps du 92e régiment de Highlanders (en). Sa mère Corinna est la fille du 3e vicomte Gort (en), elle meurt en donnant naissance à son frère, Vereker (en). Hamilton est élève à Cheam dans le Surrey, puis intègre le Collège Wellington du Berkshire (en). Il épouse Jeanne Muir en 1887, fille d'un homme d'affaires de Glasgow.
Le premier ministre Asquith considère que « Hamilton a trop de facettes dans son cerveau », tandis que Charles Bean, le correspondant de guerre qui couvre la campagne de Gallipoli, considère qu'« il avait une ouverture d'esprit que l'armée en général ne possède pas ». Hamilton est opposé à la conscription, il est considéré comme un général plus humain et moins impitoyable que les autres généraux britanniques en vue.
Hamilton a écrit un recueil de poèmes et un roman contemporain décrit comme risqué. Dans son journal sur Gallipoli, il écrit dans l'introduction de l'ouvrage qu'« il n'y a rien de certain à la guerre, excepté que l'une des parties ne gagnera pas ».

### Premières années
Hamilton étudie au Collège militaire royal de Sandhurst à partir de 1870. En 1871, il intègre le régiment Suffolk, mais est rapidement transféré au deuxième bataillon du Gordon Highlanders stationné en Inde et prend part à la guerre en Afghanistan.
Hamilton participe à la première guerre des Boers et combat à la bataille de Majuba où il est blessé et capturé. Il est ensuite rapatrié en Angleterre, il y est traité comme un héros et est présenté à la reine Victoria. En 1882, Hamilton est nommé capitaine ; il participe à l'expédition du Nil de 1884 à 1885 puis obtient son brevet de major. De 1886 à 1887, il est présent en Birmanie et devient lieutenant-colonel. Entre 1890 et 1893, Hamilton occupe des postes au Bengale, il devient colonel en 1891, il est également décoré de l'Ordre du Service distingué. Entre 1893 et 1895, il est le secrétaire de George White et participe à l'expédition de Chitral. Entre 1895 et 1898 il occupe le poste de vice-quartier-maître général en Inde. De 1897 à 1898, Hamilton commande la troisième brigade dans la campagne de Tirah ; au cours de ces opérations, il est à nouveau blessé au bras gauche par des éclats d'obus.
Pendant la seconde guerre des Boers, Hamilton est attaché à la Natal Field Force, il a les fonctions d'un adjudant-général. Il commande l'infanterie lors de la bataille d'Elandslaagte. Il prend part à la bataille de la colline Wagon à Ladysmith et est souvent mentionné dans les dépêches. Hamilton est promu major-général et anobli comme Chevalier Commandeur de l'Ordre du Bain avant son retour au Royaume-Uni au début de 1901. Durant la campagne, Hamilton a parcouru 400 miles de Bloemfontein à Pretoria en combattant dans dix grandes batailles dont la bataille de Rooiwal et quatorze combats contre les forces boers. Par deux fois, il est proposé pour la Victoria Cross. Winston Churchill, alors correspondant de guerre, présente le récit de ce parcours dans La Marche de Ian Hamilton.
En mai 1901, Hamilton est nommé secrétaire militaire au War Office. En novembre de la même année, il est de retour en Afrique du Sud, comme chef d'état-major de Lord Kitchener et est promu lieutenant-général. À partir du mois d'avril 1902 et jusqu'à la fin du conflit, il commande les colonnes d'infanterie opérant dans le Transvaal occidental. Il reprend ensuite son poste en Angleterre. De 1903 à 1904, Hamilton devient Quartier-maitre général des forces armées.

### Attaché militaire
De 1904 à 1905, Hamilton devient l'attaché militaire de l'armée indienne britannique, il est observateur auprès de l'armée japonaise en Mandchourie pendant la guerre russo-japonaise. Il publie ses observations et ses expériences sur le conflit, dans un livre journal de bord d'un officier d'état major au cours de la guerre russo-japonaise. Lors de cet affrontement militaire entre une armée européenne connue et une armée d'Asie que sont utilisées pour la première fois des tranchées pour protéger l'infanterie défendues par des mitrailleuses et de l'artillerie. Hamilton observe que la cavalerie est devenue une arme obsolète dans un tel conflit, cette arme sera néanmoins utilisée par l'armée britannique pendant la Première Guerre mondiale. Il est partisan de l'utilisation de tactique de combats non conventionnelles comme des attaques de nuit ou du développement du rôle de l'aviation.
De 1905 à 1909, Hamilton devient officier général commandant du Commandement Sud, il est Adjudant-General des Forces entre 1909 et 1910.

### Première Guerre mondiale
Après le déclenchement de la Première Guerre mondiale, Hamilton est chargé de la défense des territoires sud de l'Angleterre. Malgré son expérience, il est jugé peu conventionnel, trop intellectuel et trop proche du monde politique pour obtenir un commandement sur le front de l'ouest. En mars 1915, il est nommé par Kitchener commandant de la force expéditionnaire en Méditerranée chargée de capturer le détroit des Dardanelles et de marcher sur Constantinople. Hamilton ne peut pas intervenir dans la planification de l'expédition. Les rapports de renseignement sous estiment les forces de défense turques ainsi que leur capacité de combat. Alors que les militaires grecs informent leurs homologues britanniques de la nécessité d'employer au minimum 150 000 hommes, Kitchener lui estime les besoins à 70 000 hommes pour prendre les détroits.
À partir de novembre 1914, plusieurs plans d'ouverture d'un front sur le détroit des Dardanelles sont à l'étude. Au cours du mois de novembre, des navires britanniques bombardent les forts extérieurs et touchent la réserve de munitions du fort de Seddülbahir provoquant une forte explosion. Au mois de décembre, un sous-marin britannique parvient à s'infiltrer dans le canal et à couler le cuirassé ottoman Mesudiye (en). Ces actions confortent les Britanniques dans la possibilité d'une victoire facile mais entrainent un renforcement des défenses ottomanes et la pose de ligne de mines dans le détroit.
Le 19 février 1915, une première attaque navale alliée sur le détroit est un échec, les tirs défensifs des différents forts empêchent les dragueurs de mines d'éliminer toutes les mines. Le 18 mars, une nouvelle attaque provoque la perte de trois navires alliés et des dommages sérieux sur trois autres unités. Ces pertes précipitent le débarquement des forces terrestres pour s'emparer des détroits.
Hamilton est alors chargé du débarquement de la force expéditionnaire en Méditerranée composée d'unités disparates, sans péniches de débarquement et avec du matériel emballé et protégé en vue d'un voyage et non d'un débarquement. Il compte sur un soutien des forces navales, mais les responsables de la flotte refusent de risquer la perte d'unités supplémentaires. Le débarquement débute le 29 avril. Entre le 19 février et le 29 avril, les Turcs ne sont pas restés inactifs en préparant défensivement le terrain. Rapidement la progression britannique est bloquée dans une guerre de tranchée. La carrière militaire de Hamilton s'arrête le 16 octobre 1915 lorsqu'il est relevé de ses fonctions et convoqué à Londres.

### Après Guerre
À la retraite, Hamilton devient une figure de premier plan dans l'association d'anciens militaires, la Légion britannique en occupant le poste de président de l'association écossaise.
En 1928, Hamilton est également un membre fondateur et vice-président de l'Association anglo-allemande dont l'objet est de favoriser un sentiment pro-allemand en Grande-Bretagne. Hamilton est resté membre de l'association après l'arrivée d'Adolf Hitler au pouvoir, il considère Mein Kampf comme un excès de jeunesse.

## Œuvres
- 1887 : Ballade de Hádji et autres poèmes.
- 1905 : journal de bord d'un officier d'état-major pendant la guerre russo japonaise, volume 1
- 1907 : journal de bord d'un officier d'état-major pendant la guerre russo japonaise, volume 2

## Honneurs et distinctions
- Ordre du Service distingué : 1891
- Ordre du Bain

Compagnon : 1896
Chevalier commandeur : 29 novembre 1900
Chevalier grand-croix : 1910
- Ordre de Saint-Michel et Saint-Georges : chevalier grand-croix 1919

En juin 1901, l'Université de Glasgow décerne le titre de Docteur honoris causa en droit à Hamilton. En Afrique du Sud, se trouve une école primaire portant le nom de Hamilton à Ladysmith. Il existe également une statue équestre du Lieutenant-Général Hamilton au Mémorial de la Guerre des Boers à Cheltenham.